# ۲۹۳ (پیش از میلاد)
۲۹۳ (پیش از میلاد) ۲۹۳مین سال قبل از تقویم میلادی است.